# Paaliaq (Mond)
Paaliaq (auch Saturn XX) ist einer der kleineren äußeren Monde des Planeten Saturn.

## Entdeckung
Die Entdeckung von Paaliaq durch ein Team bestehend aus Brett Gladman, John J. Kavelaars, Jean-Marc Petit, Hans Scholl, Matthew J. Holman, Brian G. Marsden, Philip D. Nicholson und Joseph A. Burns auf Aufnahmen vom 7. August bis zum 24. September 2000 wurde am 25. Oktober 2000 bekannt gegeben. Paaliaq erhielt zunächst die vorläufige Bezeichnung S/2000 S 2. Im August 2003 wurde der Mond nach einer fiktiven Figur in dem Buch „The Curse of the Shaman“ von Michael Kusugak benannt.

## Bahndaten
Paaliaq umkreist Saturn auf einer exzentrischen Bahn in einem mittleren Abstand 15.024.000 km in rund 687 Tagen. Die Bahnexzentrizität beträgt 0,540, wobei die Bahn mit 47,2° stark gegen die Ekliptik geneigt ist, die in dieser Entfernung vom Saturn die Laplace-Ebene darstellt.
Paaliaq gehört zur Inuit-Gruppe der Saturnmonde.

## Aufbau und physikalische Daten
Paaliaq besitzt einen Durchmesser von 22 km. Seine Dichte ist mit 2,3 g/cm3 im Vergleich zu den anderen Saturnmonden relativ hoch. Er ist vermutlich aus Wassereis mit einem hohen Anteil an silikatischem Gestein zusammengesetzt. Er besitzt eine sehr dunkle Oberfläche mit einer Albedo von 0,06, d. h., nur 6 % des eingestrahlten Sonnenlichts werden reflektiert. Mit einer scheinbaren Helligkeit von 21,1m ist er ein äußerst lichtschwaches Objekt.